# Rafael Serrano (empresario)
Rafael Serrano Quevedo (Madrid, 9 de agosto de 1966) es un empresario y inversor español.
Como ejecutivo de Prime Investors Capital (PIC),   Serrano compró el contrato de arrendamiento de Admiralty Arch,      un edificio en Londres y dirigió la financiación e desarrollo del Bulgari Hotel and Residences en Knightsbridge.
En agosto de 2013, el Ayuntamiento de Westminster concedió a PIC el permiso de planificación completo para restaurar y convertir Admiralty Arch en un hotel de lujo de 100 habitaciones, residencias privadas y un club privado para miembros.   

## Carrera
En 2009, Serrano se convirtió en el fundador y director ejecutivo de Prime Investors Capital (PIC) Limited, una empresa de gestión de inversiones centrada en finanzas, capital privado y propiedades. Prime Investors Capital fue responsable de la creación, financiación y desarrollo del Hotel and Residences en Knightsbridge, que en el momento de su apertura en 2012 era el hotel más caro de Londres.   

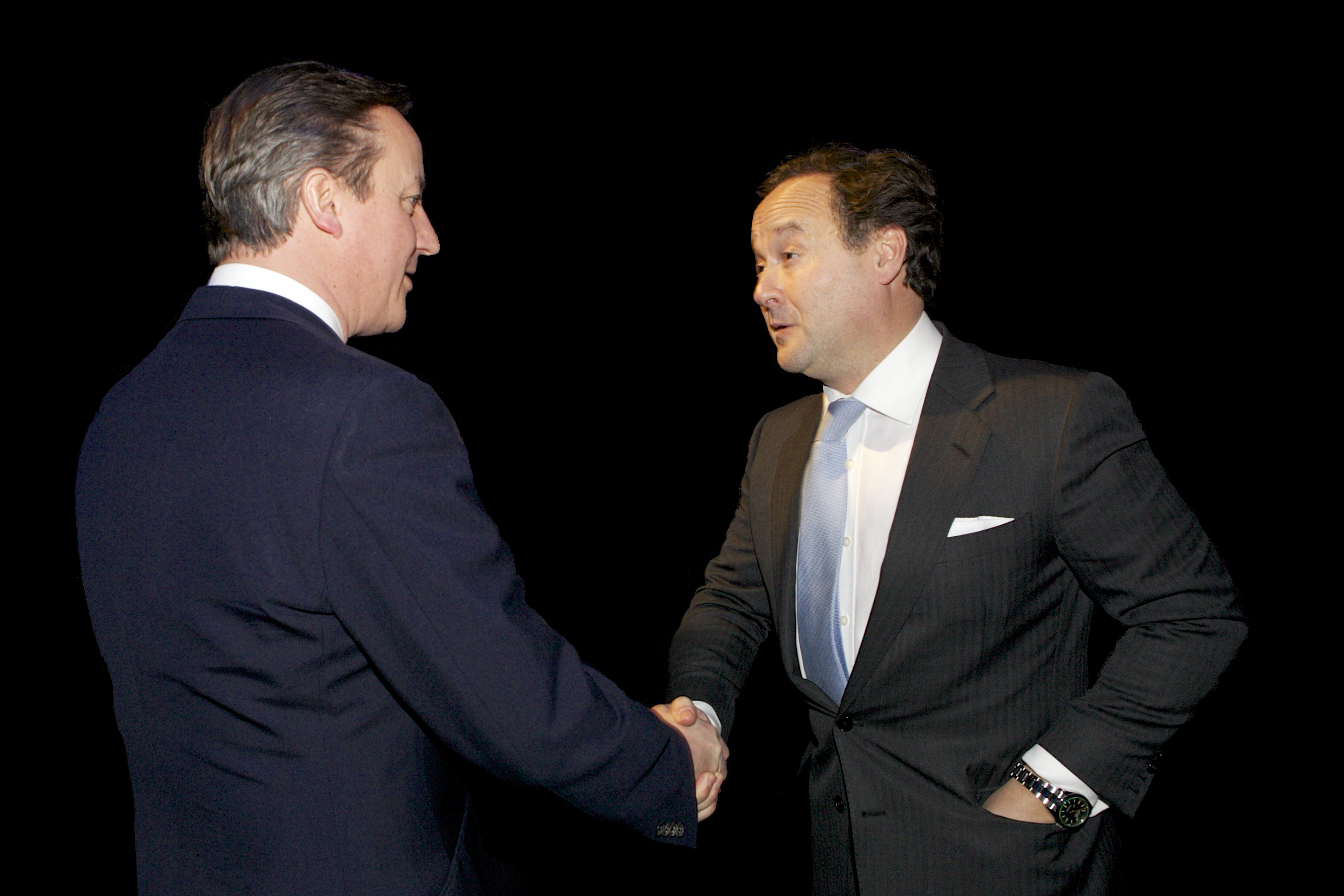
El diputado británico David Cameron y Rafael Serrano, Londres, febrero de 2014.

En octubre de 2012, PCI dirigió un equipo de 20 empresas británicas con sede en el Reino Unido para conseguir una oferta para comprar un contrato de arrendamiento de 250 años de Admiralty Arch del Gobierno del Reino Unido, con planes de restaurar el edificio catalogado de Grado I y crear un hotel que Conserva su diseño histórico.     Serrano compró el arrendamiento por 250 años de Admiralty Arch al gobierno del Reino Unido en 2012.
Admiralty Arch es el primer edificio importante vendido por el Gobierno, como parte de las medidas de austeridad para racionalizar su cartera de propiedades y recaudar fondos para el tesoro.   Diseñado originalmente por Sir Aston Webb y construido por John Mowlen & Co en 1912 en memoria de la reina Victoria, el edificio ha sido recientemente la sede de la Oficina del Gabinete. 
En noviembre de 2012, Serrano fue incluido entre los 1000 londinenses más influyentes por el periódico Evening Standard de Londres. 
En 2020, Serrano apoyó los esfuerzos de la Asociación de Taxistas de Londres para ofrecer servicios de taxi a centros de salud locales y trabajadores clave durante la pandemia de COVID-19. 